# Thesium longiflorum
Thesium longiflorum là một loài thực vật có hoa trong họ Santalaceae. Loài này được Hand.-Mazz. miêu tả khoa học đầu tiên năm 1929.